# Tulipános Fanfan
A Tulipános Fanfan (eredeti cím: Fanfan la Tulipe) 2003-as francia romantikus kaland- és akciófilm Gérard Krawczyk rendezésében. A főszereplők Vincent Pérez, Penélope Cruz, Didier Bourdon, Hélène de Fougerolles és Michel Muller.

## Szereplők
| Szerep               | Színész               | Magyar hang          |
| -------------------- | --------------------- | -------------------- |
| Mesélő (hangja)      | Jean Rochefort        | Kristóf Tibor        |
| Tulipános Fanfan     | Vincent Perez         | Stohl András         |
| Adeline La Franchise | Penélope Cruz         | Németh Borbála       |
| XV. Lajos király     | Didier Bourdon        | Szabó Sipos Barnabás |
| Pompadour márkinő    | Hélène de Fougerolles | Für Anikó            |
| Kicsi Bors           | Michel Muller         | Besenczi Árpád       |